# Erythrocastnia syphax
Erythrocastnia syphax är en fjärilsart som beskrevs av Fabricius 1775. Erythrocastnia syphax ingår i släktet Erythrocastnia och familjen Castniidae. Inga underarter finns listade i Catalogue of Life.